# Улица Луйзе
У́лица Лу́йзе (эст. Luise tänav) — улица в Таллине, столице Эстонии.

## География
Пролегает в микрорайоне Кассисаба городского района Кесклинн. Начинается от бульвара Тоомпуйестеэ, пересекается с улицами Койду, Вилларди и Техника и заканчивается у железнодорожного виадука на улице Эндла.
Протяжённость — 752 м.

## История
В источниках 1880-х годов упоминается немецкое название улицы Engden-Fabianstraße, в 1883 году — Louisenthalstraße. В начале XX века улица носила название Луйзентальская улица (эст. Luisentali tänav, Luisentaali tänav, нем. Luisentaler Straße). Улицу в 1882 году основал сын тогдашнего олдермена Домской гильдии Ханса Хейнриха Фалька (Hans Heinrich Falck) Пауль Теодор Фальк (Paul Theodor Falck), и своё название она получила по летней мызе Луйзенталь (нем. Luisenthal). Своё современное название улица официально получила 17 января 1923 года.

## Общественный транспорт
По улице курсируют без остановок городские автобусы экспресс-маршрутов No 9, 11 и 46.

## Застройка

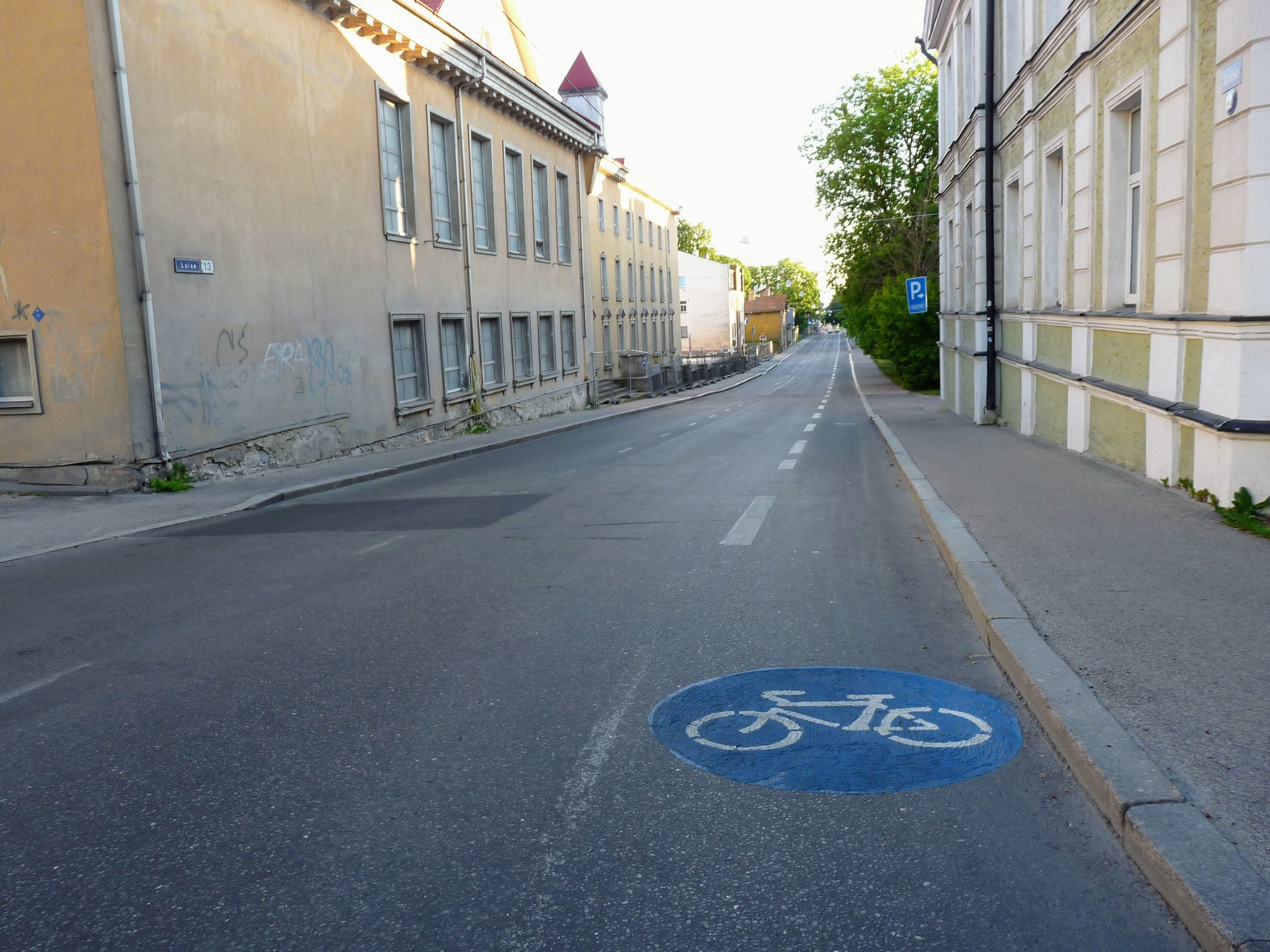
Слева — дом 1/3 летом 2020 года

Улица имеет в основном историческую застройку, в частности:
- дом 2 — двухэтажный жилой дом предположительно 1940 года постройки;
- дом 4 — четырёхэтажный кирпичный квартирный дом, построен в 1961 году;
- дом 5 — трёхэтажный кирпичный квартирный дом (1941 год);
- дома 7, 7А, 9, 11, 14/1, 14/2, 15, 16, 18/1, 28/1 — двухэтажные деревянные квартирные дома 1906–1913 годов постройки;
- дома 17/1, 19/1, 20, 21/1, 24, 26, 27/1, 30 — двухэтажные деревянные жилые дома 1890–1896 годов постройки;
- дом 22 — пятиэтажный каменный жилой дом (1948 год);
- дом 34 — двухэтажные деревянные жилые дома предположительно 1921 года постройки;
- дом 38 — двухэтажное каменное школьное здание, принадлежащее гимназии Якоба Вестхольма[эст.], в котором работают начальные классы. Построено в 1940 году;
- дом 40 — пятиэтажное офисно-жилое здание, построено в 2001 году.

По адресу Endla tn 2 / Luise tn 1 / Toompuiestee 3 находится комплекс зданий, в котором размещается Полиция безопасности.
В здании по адресу ул. Луйзе 1/3, построенном по проекту Эриха Якоби, в 1919–1939 годах действовала Таллинская Немецкая реальная школа. Она была закрыта в результате репатриации прибалтийских немцев в Германию. После мартовской бомбардировки Таллина в 1944 году от школьного здания остались только каменные стены. В 1947–1948 годах здание было реконструировано и перестроено в трёхэтажное, в 1951 году перпендикулярно к линии улицы к нему был пристроен спортивный зал (проект архитектора Асти Валамаа (Asti Valamaa)). В 1949–1958 годах в школьном здании работал Таллинский архитектурно-строительный техникум, осенью 1958 года в нём разместился основанный в 1945 году Таллинский техникум морского рыболовства (с 1953 года носивший название Таллинский рыбный техникум, в 1963–1991 годах — Таллинское мореходное училище рыбной промышленности). После восстановления Эстонской Республики здание принадлежало Полиции безопасности. В 2021 году оно было снесено, и строительная фирма «Nordecon» приступила к возведения нового строения.

Улица Луйзе
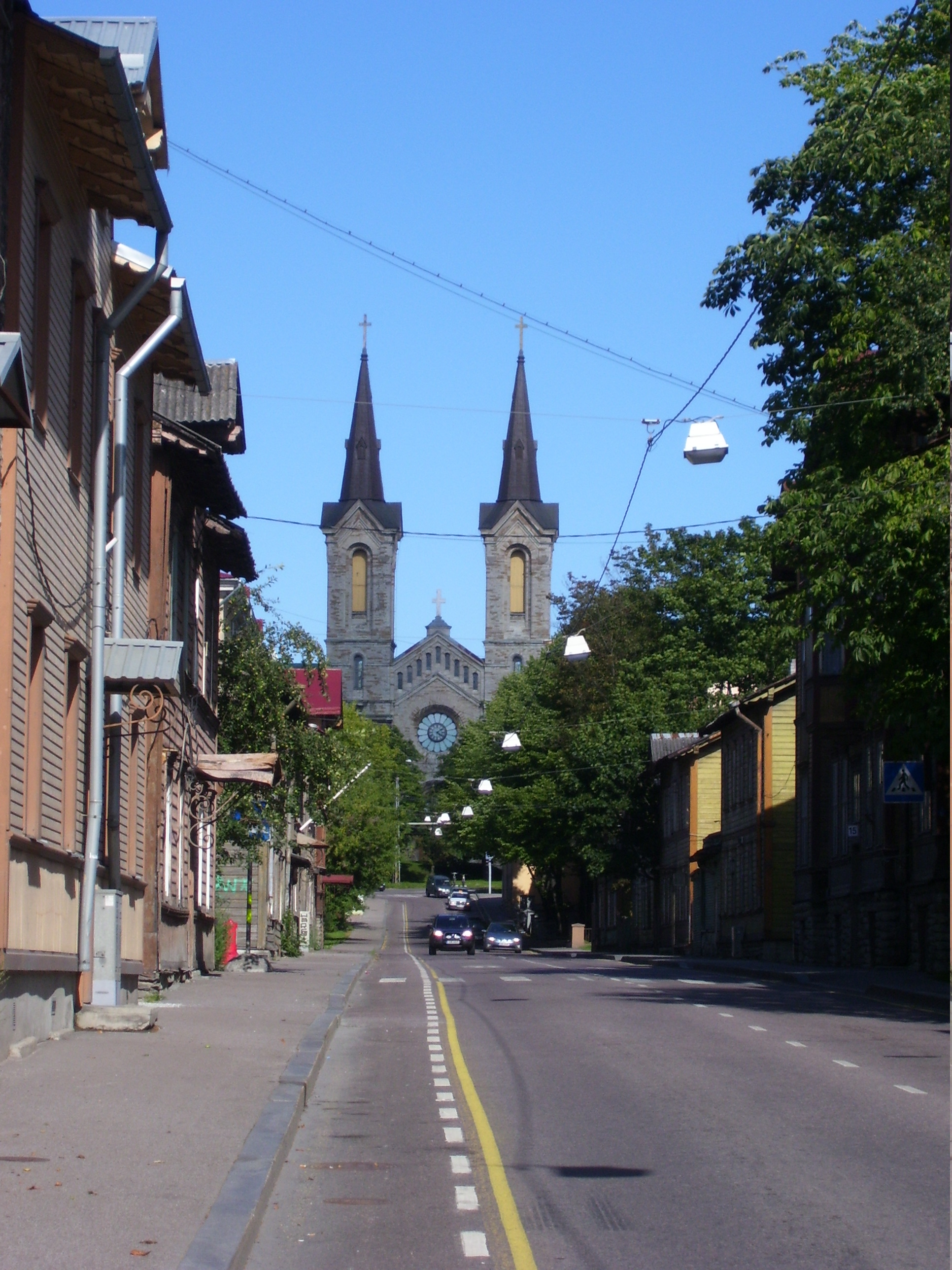
Вид с улицы Луйзе на церковь Каарли, 2009 год
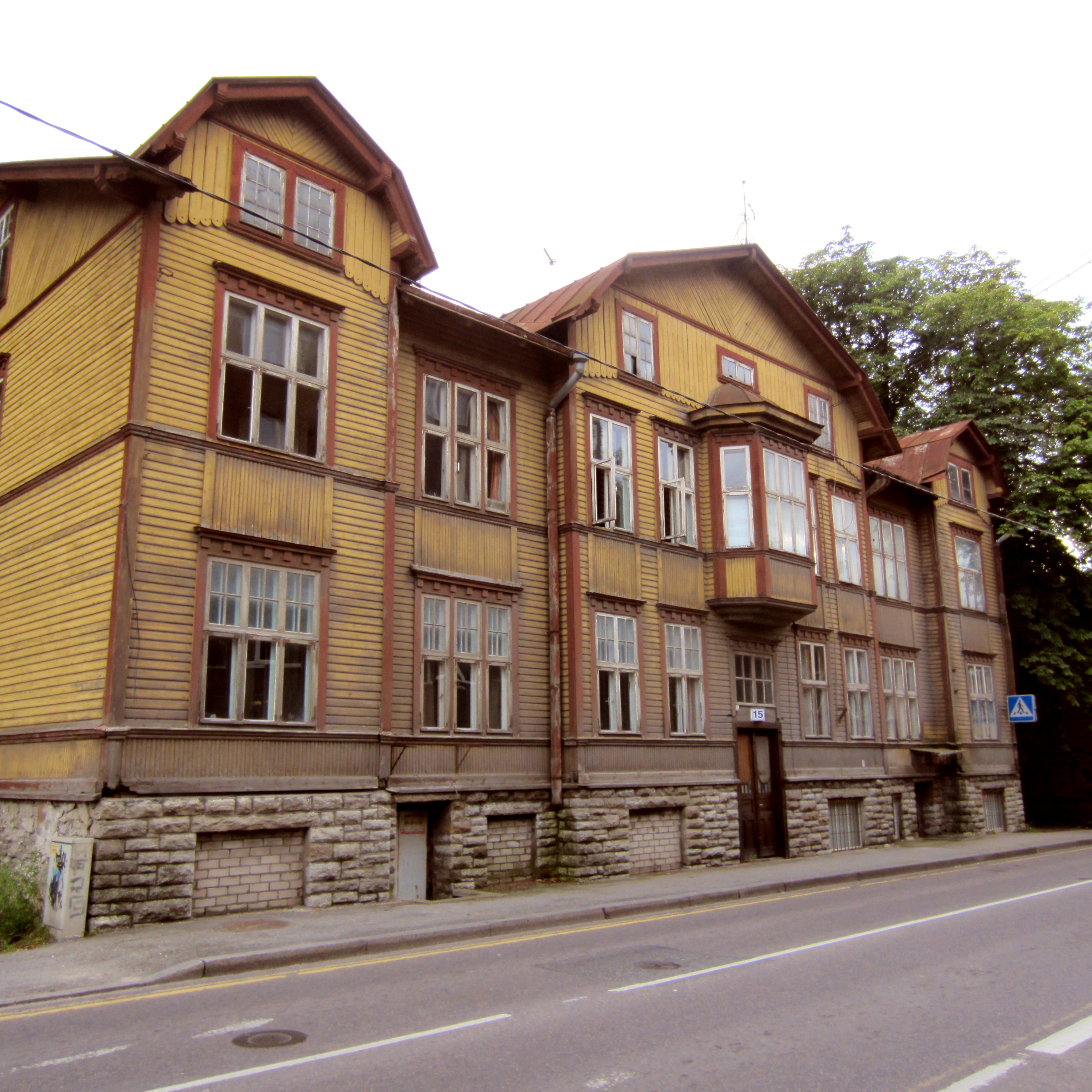
Дом 15, памятник архитектуры (1915 г.)
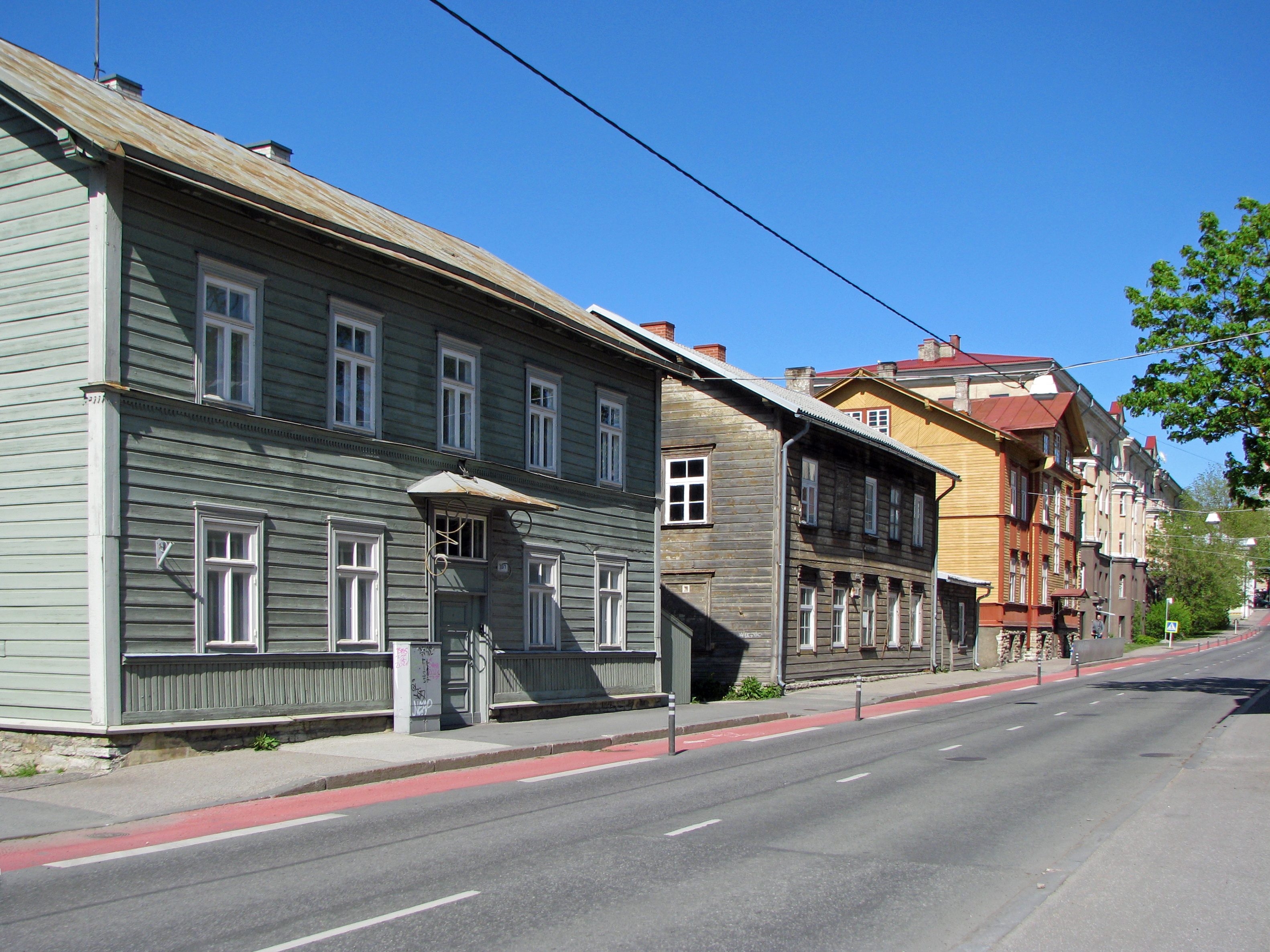
Дома 18/1, 16, 14/1 и 4
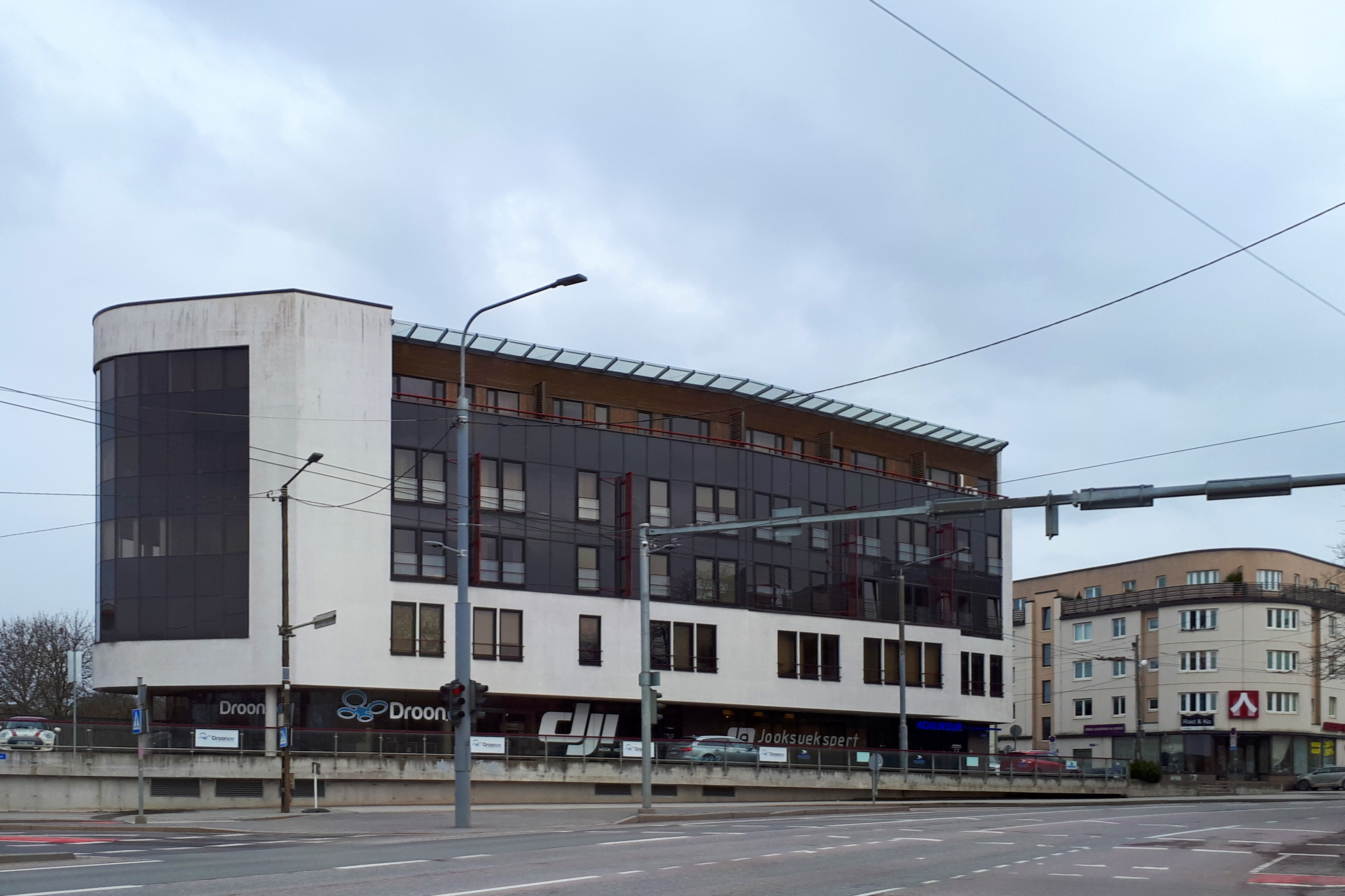
Конец улицы Луйзе (дома имеют номера улицы Вилларди)